# Peter G. Fedor-Freybergh
Peter G. Fedor-Freybergh (12. listopadu 1936 - 6. října 2021, Bratislava) byl slovenský lékař a vědec. Působil v oblasti dětské psychiatrie, psychologie, gynekologie a porodnictví.

## Kariéra
Peter G. Fedor-Freybergh se narodil v roce 1936 v Bratislavě do lékařské rodiny. Absolvoval 1. státní gymnázium a bratislavskou lékařskou fakultu, kde promoval v roce 1959. Tři roky pracoval jako lékař v psychiatrické léčebně ve Velkých Levárech pod vedením Imricha Trka. Poté působil na bratislavské psychiatrické klinice Lékařské fakulty Univerzity Karlovy pod profesorem Günsbergerem. V roce 1965 získal atestaci z dětské psychiatrie na Karlově univerzitě v Praze. Spoluzaložil samostatné pedopsychiatrické oddělení Fakultní nemocnice v Bratislavě. Dálkově vystudoval ještě obor psychologie na Filosofické fakultě Univerzity Karlovy v Bratislavě.
Na konci 60. let emigroval do zahraničí a do roku 1989 působil ve Vídni, Salcburku, Basileji, Londýně, Uppsale a Stockholmu. Ve Stockholmu se začal věnovat také oboru gynekologie a porodnictví. V roce 1977 získal na tamním Karolinském institutu doktorát z gynekologie. Mezi lety 1978 a 1986 byl externím přednášejícím na Lékařské fakultě ve finském Turku. V roce 1982 získal titul profesora nového oboru psychoneuroendokrinologie na Přírodovědecké fakultě Univerzity v Salcburku a byl jmenován čestným občanem Rakouské republiky.
Po návratu do Československa přednášel na dětské klinice 2. lékařské fakulty Univerzity Karlovy v pražském Motole. Od roku 1996 až do roku 2004 působil jako profesor dětské psychiatrie na 3. lékařské fakultě Univerzity Karlovy a od roku 1997 také jako hostující profesor na Fakultě zdravotnictví a sociální práce na Trnavské univerzitě. V roce 2008 získal ocenění Vedec roka Slovenskej republiky za celoživotní vědecké působení.

## Redaktor vědeckých časopisů
Byl šéfredaktorem mezinárodních vědeckých časopisů Journal of Prenatal and Perinatal Psychology and Medicine (Heidelberg), Neuroendocrinology Letters (Stockholm), Biogenic Amines (Paríž)  a Activitas nervosa superior .

## Freyberghovy dny
Každoročně je pořádána konference Freyberghovy dny na téma prenatální medicíny Jihočeskou univerzitou v Českých Budějovicích a Univerzitou Svaté Alžběty v Bratislavě. Prenatální a perinatální psychologie zdůrazňuje význam vztahu matka–dítě a upozorňuje na význam psychosociálních fenoménů, které spolu s hormonálním vybavením matky (později i dítěte) hrají při vývoji dítěte významnou úlohu. Profesor Fedor-Freybergh zdůrazňoval, že v těhotenství je nutné sledovat nejen somatický stav matky "dítěte", ale i její psychickou a sociální pohodu.

## Hlavní myšlenky a názory
Peter Fedor-Freybergh zdůrazňoval, že prenatální stadia života představují unikátní příležitost prevence psychických, emočních a tělesných problémů v pozdějším životě. V období těhotenství by lékaři měli být schopni rozvinout preventivní procedury ke snížení počtu předčasných porodů a kojenecké úmrtnosti. Fedor-Freybergh byl přesvědčen, že prenatální fáze vývoje člověka je již součástí jeho života a že již během ní je jedinec utvářen prostřednictvím zkušeností. Zabýval se momentem, kdy matka vědomě nebo podvědomě začne dítě vnímat nikoli ve třetí osobě - "on, ona", ale ve druhé, jako „ty“.
V únoru 2011 byl Peter Fedor-Freybergh jedním ze 40 slovenských profesorů, kteří podepsali prohlášení na podporu rozhodnutí bratislavské Univerzitní nemocnice přestat provádět potraty.
V České republice patří k jeho pokračovatelům klinická psycholožka Mgr. Michaela Mrowetz, na Slovensku neuropsychiatr MUDr. Radovan Hrubý.

## Osobní život
Se svou manželkou Lili, původem ze Švédska, žil v Bratislavě. Jeho syn z prvního manželství je lékařem v USA.